# LEGO Rock Raiders
LEGO Rock Raiders is een LEGO-thema dat in 1999 begon en in 2000 eindigde. Er kwamen 16 sets van uit, 12 in 1999 en 4 promotionele sets in 2000. Er bestaat tevens een video game van dit thema.

## Verhaallijn

### Plot
Een team genaamd de Rock Raiders onderzoekt een sterrenstelsel met acht planeten. Als ze klaar zijn daarmee wordt hun ruimteschip, de LMS-Explorer door een wormgat opgezogen. Ze komen uit bij een planeet in een sterrenstelsel parallel aan de Melkweg. Ze hebben te weinig energie om naar de Aarde te vliegen. Ze ontdekken dat er veel energiekristallen in de grotten onder de planeet zijn. Dus ze moeten naar de grotten van de planeet geteleporteerd worden, maar monsters in de grotten eten de kristallen en slijmerige slakken (meganaaktslakken) zuigen de energie uit kristallen. De planeet wordt 'planet U' genoemd.

### Rock Raiders
- Axle De beste bestuurder
- Chief De bestuurder van de LMS-Explorer en de Captain van de Rock Raiders.
- Bandit De stuurman en navigator
- Jet De beste piloot
- Sparks De elektrische expert
- Docs De geoloog, dokter en explosieven expert
- Naamloos Rock Raider-Team Dit team helpt andere Rock Raiders.

### Wanden
Er zijn zeven verschillende soorten wanden op Planet U, waarvan een Rock Raider in vijf daarvan kan boren om daar erts en energiekristallen uit te halen.
- Gruis: Niet hard, een Rock Raider boort er gemakkelijk in.
- Los steen: Iets harder, maar een Rock raider kan met een losse boor er wel in boren.
- Hard steen: Harder dan Los steen, een Rock Raider kan alleen met dynamiet of een voertuig erin boren.
- Massief steen: Hierin kan een Rock Raider niet boren.
- Ertsbron: Hierin zit veel erts en een Rock Raider kan er in boren.
- Energiekristalbron: Hierin zitten veel energiekristallen en een Rock Raider kan erin boren.
- Oplaadbron: Deze wand glinstert en een Rock Raider kan er niet in boren.

### Leven op Planet U
- Rock monsters: Het meest voorkomende ras Rock-monsters. Ze bestaan uit steen.
- Ice monsters: Een ander ras Rock-monsters. Ze bestaan uit ijs.
- Lava monsters: Een ander ras Rock-monsters. Ze bestaan uit brandend lavasteen.
- Rockwhales: De grootste wezens op Planet U. Ze hebben zes poten en zijn vermoedelijk een variatie op Rock-monsters.
- Slijmerige slakken: Slakken zo groot als een mens. Ze zuigen energie uit kristallen.

### Planet U
Planet U is de planeet waar Lego Rock Raiders zich afspeelt. Op de planeet zelf is bijna geen leven, maar onder de grond van de planeet wel.

## Trivia
LEGO Power Miners is deels op Lego Rock Raiders gebaseerd. 
Naast LEGO Rock Raiders zijn er nog enkele andere ruimte LEGO-thema's. In de jaren tachtig was er de serie ruimtevaarders die naar de maan reisden. En er zijn nog de series LEGO Mars Mission, LEGO Space Police en LEGO Star Wars.